# Durella stictica
Durella stictica är en svampart som tillhör divisionen sporsäcksvampar, och som först beskrevs av Fr., och fick sitt nu gällande namn av John Axel Nannfeldt. Durella stictica ingår i släktet Durella, och familjen Helotiaceae. Arten är reproducerande i Sverige.